# Xã La Fave, Quận Scott, Arkansas
Xã La Fave (tiếng Anh: La Fave Township) là một xã thuộc quận Scott, tiểu bang Arkansas, Hoa Kỳ. Năm 2010, dân số của xã này là 110 người.